# Cratere Enugu
Enugu è un cratere sulla superficie di Mathilde.